# Schwarzach bei Nabburg
Schwarzach bei Nabburg (úředně také Schwarzach b.Nabburg) je obec v německé spolkové zemi Bavorsko, v zemském okrese Schwandorf v administrativním obvodu Horní Falc.

## Poloha
Schwarzach bei Nabburg se nachází v regionu Horní Falc Sever ve střední části okresu Schwandorf.

### Sousední obce
Schwarzach bei Nabburg sousedí s následujícími obcemi od severu: Nabburg, Altendorf, Neunburg vorm Wald, Schwarzenfeld a Stulln.
| Růžice kompasu | Stulln        | Nabburg                | Altendorf          | Růžice kompasu |
| Růžice kompasu | Schwarzenfeld | Sever                  | Altendorf          | Růžice kompasu |
| Růžice kompasu | Schwarzenfeld | Schwarzach bei Nabburg | Altendorf          | Růžice kompasu |
| Růžice kompasu | Schwarzenfeld | Jih                    | Altendorf          | Růžice kompasu |
| Růžice kompasu | Schwarzenfeld | Schwarzenfeld          | Neunburg vorm Wald | Růžice kompasu |

## Historie
První zmínka o místní části Wölsendorf pochází z roku 1015. Schwarzach patřil pod berní úřad Amberg a zemský soud Nabburg bavorského kurfiřtství.
Současná obec vznikla v průběhu správních reforem v Bavorském království na základě obecního výnosu z roku 1818.